# Werner Lotze
Werner Bernhard Lotze. Nacido el 22 de febrero de 1952, en Mülheim an der Ruhr, Alemania. Fue un terrorista de la denominada "Segunda Generación" de la Fracción del Ejército Rojo, en Alemania Occidental. 

## Juventud
Al finalizar los estudios en la Escuela, Lotze quien era hijo de un zapatero y una enfermera, empezó estudios de inglés y Educación Física en la Universidad de Bochum. Durante mucho tiempo practicó el deporte de remo, siendo miembro del equipo de remadores de Mülheim. Pasó un tiempo siendo asistente de Profesores de idioma alemán en varios liceos de Mánchester, en Inglaterra. Luego continuó sus estudios en Bochum pero los suspendió en 1976.

## En la vía del terrorismo
Ese año de 1976 se incorpora a la Fracción del Ejército Rojo (RAF) y en 1978, alcanza puestos de liderazgo en la organización. 
El 24 de septiembre de 1978, en un bosque de Dortmund participó en un tiroteo contra dos oficiales de Policía, junto a Angelika Speitel y Michael Knoll. En este enfrentamiento, el oficial de policía Hans-Wilhelm Hansen y el terrorista Knoll resultaron muertos. Speitel fue arrestada y Lotze logró escapar.
El 19 de marzo de 1979, junto a Christian Klar, Adelheid Schulz y Elisabeth von Dyck asaltaron un Banco en Darmstadt.
El 25 de junio de 1979, participa junto a Susanne Albrecht y Rolf Clemens Wagner en el fallido atentado en la frontera de Bélgica, con material explosivo contra el vehículo del Comandante Supremo de la OTAN, General Alexander Haig, quien resultó ileso.
En 1980, Lotze escapa hacia la República Democrática de Alemania, refugiándose con otros miembros de la RAF, recibiendo de las autoridades comunistas alemanas y de la Stasi, la policía política de Alemania comunista, una nueva identidad.
El 14 de junio de 1990, después de la Unificación de Alemania, Lotze fue arrestado por las autoridades comunistas en transición junto a Christine Dümlein, en Senftenberg (Distrito Cottbus). Al mes siguiente la República Democrática de Alemania lo entregó por requerimiento a las autoridades de la República Federal de Alemania.
En las semanas siguientes, Lotze uno de los primeros terroristas presos de la RAF, inspirados por las Regulaciones legales del 9 de junio de 1989, hizo una confesión comprensiva ante la Policía. Entre sus antiguos compañeros fue considerado un traidor.
Basados en las acusaciones y declaraciones de Lotze, la Corte alemana de Fráncfort del Meno añadió una sentencia de 12 años en 1993, al terrorista Rolf Clemens Wagner por su participación en el atentado al General Haig.
Lotze fue condenado en enero de 1991 por homicidio, intento de homicidio en varios casos, asaltos a bancos y uso de material explosivo, recibiendo una pena de 12 años de prisión. La medida de castigo, fue decreciendo, se revisó su proceso y fue finalmente liberado en 1992. Posteriormente, Lotze quedó libre de custodia.